# ジッポー

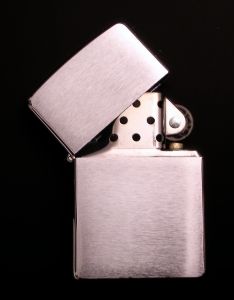
ジッポーライター#200 レギュラーブラッシュクロム

ジッポー（Zippo）は、アメリカ合衆国の企業、ジッポー・マニュファクチャリング・カンパニー、および同社が製造する金属製オイルライターの商標である。日本の正規輸入代理店はマルカイコーポレーション。2011年12月末日までは伊藤商事も正規輸入代理店であったが、契約終了によりマルカイ一社のみとなった。

## 概要
長い歴史と世界的な普及率の高さからオイルライターの代名詞となっており、またコピー商品も大量に出まわっていることから、オイルライターの一般名称として認識されている。
高い耐久性・耐風性と永久修理保証がある。1932年の創業、1933年の第1号発売以来、基本構造にはほとんど変化がないが、外側のケースに様々な意匠を凝らすことで豊富なバリエーションが生じており、世界各国に収集家が存在する。

## 沿革
- 1932年 - ジョージ・グラント・ブレイズデル（en:George Grant Blaisdell、1895-1978）がジッポー・マニュファクチャリング・カンパニー（Zippo Manufacturing Company、「ジッポー製作所」の意）を設立
- 1933年 - 初期型のジッポーを販売（約1500個生産）
- 1935年 - ケンドール向け広告宣伝用ロゴ入りジッポーを製造
これに潜在的市場を見出したブレイズデルによりノベルティ路線が決定される。
- 1936年 - ジッポーライターに関する最初の特許を取得
- 1937年 - 1937モデル生産開始
- 1941年 - 1941モデル生産開始
- 1960年 - 操業開始以来、通算1億個製造を達成
- 1988年9月24日 - 操業開始以来、通算2億個製造を達成
- 1996年4月15日 - 操業開始以来、通算3億個製造を達成
- 2003年9月3日 - 操業開始以来、通算4億個製造を達成 4億個目はアーマーと呼ばれるタイプ
- 2007年 - フリント点火式ターボライター「ジッポー・ブルー」（Zippo BLU）発売
- 2012年 - 「ジッポー・ブルー2」（Zippo BLU 2）発売
- 2015年12月31日 - 「ジッポー・ブルー」シリーズの販売終了[1]

同社の成立当初から企業のノベルティグッズとしての路線を開拓し積極的に商品提供をしてきたため、様々な企業名の入ったバリエーションも多数見られる。喫煙具としての性格から、タバコ関連のノベルティグッズとしてマルボロやキャメルのロゴを入れた製品群や、燃料の石油製品繋がりでケンドールやブリティッシュ・ペトロリアムのロゴの入ったものなどがある。
ジッポー社は最初のノベルティモデル以降に「ヴェスト・ポケット・コンタクト」（意訳「ポケットの中のセールスマン」）と題した企業向けパンフレットを作成。自社製品がユーザーにとって役に立つ（魅力的な）道具として携帯され、好んで利用されるだろうことを、その際に企業広告のついたものであれば使うたびにその企業を意識するであろうことを指摘した。1992年の時点では、約40%がこういった企業宣伝用の製品であるという。過去にはウォルト・ディズニー・プロダクションが提供していた例もあるという。後の1980年代に禁煙運動の高まりから廃止された。
なおジッポー社は、1980年代より短期間だが「コンテンポ」（Contempo）というガスライターのモデルを販売したこともある。また、2007年から「ジッポー・ブルー」（Zippo BLU）というターボライターを販売していたが、ロリラード・タバコ・カンパニーがBLUの商標を買収したため2015年末で製造・販売を終了した。

### 起源
「ジッポー」の名称起源には諸説ある。
- 創設者ブレイズデルが、ジッポーと同じく同じペンシルベニア州で発明された「ジッパー（チャック）」をもじって「ジッポー」と名づけたとする説。
- ケースを開けて点火する際の擬音からの着想説。

等がある。しかし正確な起源は不明である。
ジッポー開発のきっかけは、ブレイスデルの友人のライターだったと言われる。この友人は有名な伊達男だったが、なぜか、作りのいかにも粗雑なオーストリア製オイルライターを使用し続けており、その使いにくさに悪戦苦闘していた。パーティーで同席した際にその様子を見て「もっと良い物を使ったら？」とブレイスデルが諫めたが、当人いわく「ライターなんか、火がつきゃいいんだよ！」。しかしブレイスデルは大幅な改良によって「もっと良い」ライターを開発した。このエピソードは、パッケージのケースにある「It works！」の文字に残されている。
ちなみにこの友人のライターは“CYKLON”なるオイルライターだったという記録が残っている。

## 構造と特徴

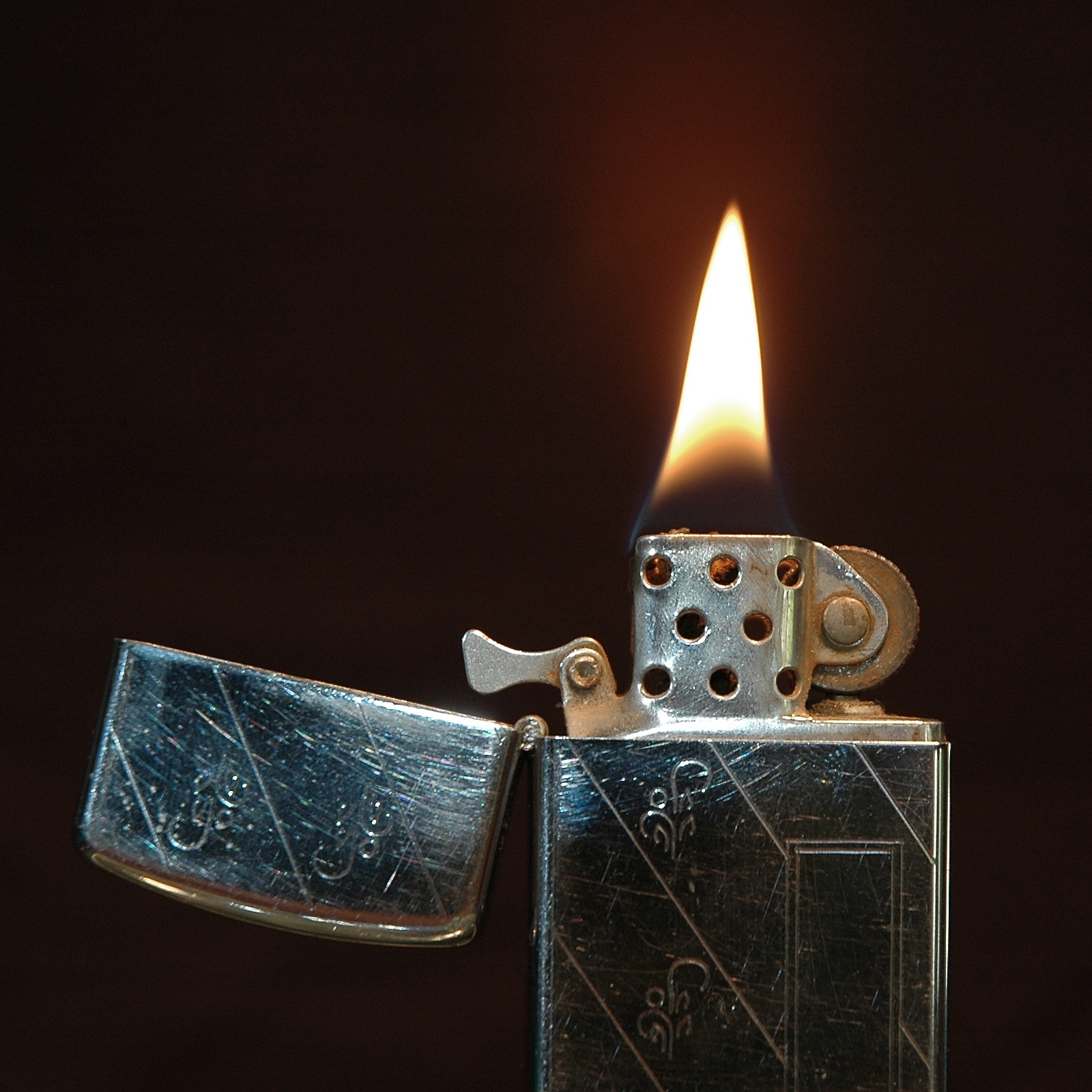
着火状態のジッポーライター

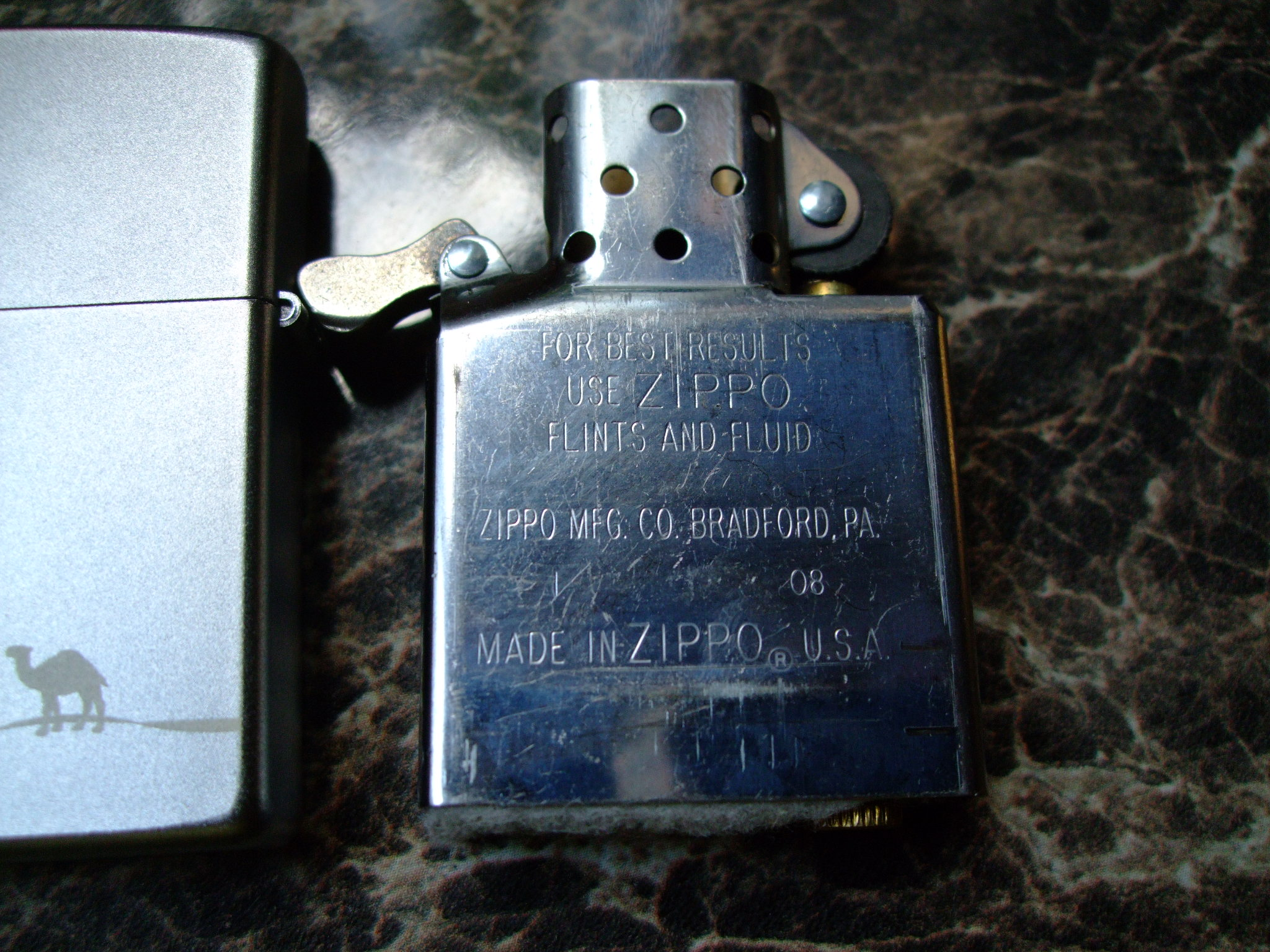
インサイドユニット

インサイドユニットと呼ばれる部分と、それを収納するケースから成る。
その形状は現代に連なる製品では長い間変化していないため、これが愛好者筋の好む要素ともなっている。ただし、その初期においては1932年の最初期の製品から1934年のモデルで1/4インチ高さが低くなっているほか、1939年には現行の主要モデルに見るような蓋上部が丸くせり出したモデルが登場している。角型モデルとも呼ばれる発売以降1941年までのものは、製品が手作業で作られていたため個体差があったほか、1936年まではヒンジ部分は外付けとなっているため、このヒンジを中付けすると元々のインサイドユニットが納まらないという構造上の違いがある。

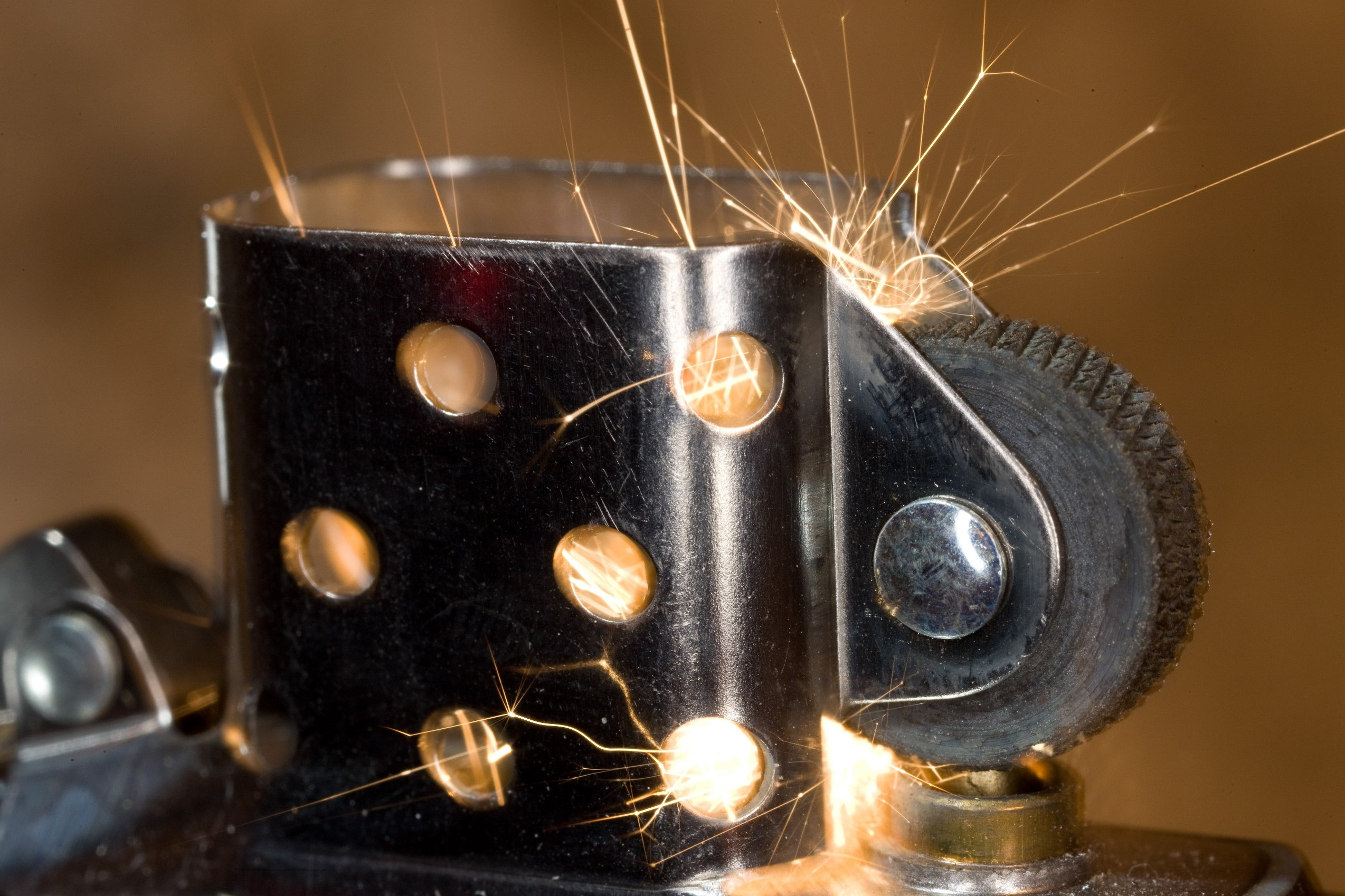
フリントとフリントホイールとの摩擦による火花

インサイドユニットの内部に収められている綿球（コットンボール）にオイルを吸収させ、ウィック（芯）に毛細管現象によって吸い上げさせ揮発、気化させる。フリント（発火石）とフリントホイール（回転するやすりドラム）との摩擦から発せられる火花によって引火着火する。火はフタを閉めれば、酸欠によって即座に消える。インサイドユニットは基本的に1941年より後のレギュラーサイズのジッポーライターで共通化されている。つまりインサイドユニットは同じ機能を持つため、モデルや販売価格による着火性や動作など性能の差はない。なおレギュラー以外には、卓上型とスリム型があるが、卓上型では専用ユニットを使うモデルも過去の製品に見出される。
ケースは、インサイドユニットを収納するボトムケースとリッドと呼ばれるフタより構成され、ヒンジ（蝶番）で結合されている。リッドの内側には板が取り付けられている。この板とインサイドユニットに取り付けられたカムが接触することによりスムーズな開閉を実現すると共に、ジッポーライター独特の金属的な開閉音を響かせる。リッドを閉じた状態での気密性は、リッドとボトムケースの接触面によってのみ保たれ、コットン下部にフェルト蓋が設けられている以外にパッキン等のシール材は付属しない。リッドとボトムケースが接する箇所に変形や損傷があると、リッドが閉まっていてもオイルが揮発し続け、早期にオイル切れとなるおそれがある（ウィックは「1 Genuine Wick」、コットンボールとフェルトは「Cotton and Felt」の商品名で純正の補修部品が流通している）。
ケースの材質は真鍮が基本で、デザイン性、意匠性を高めるため表面にクロムメッキなどが施される。またケースの材質には真鍮以外に、金、銀（スターリングシルバー、一部で「スタシル」と略称される）、銅（Copper）、チタン（Solid Titanium）等が使われるモデルも存在する。また過去には、鉄、ニッケルなどで製造されたモデルも存在する。
ケースの底面には、一部のモデルを除き、1955年よりイヤーコードと呼ばれる記号が刻印されており、これにより製造年が判別できる。このイヤーコードは当初、点や線で構成されていたが、1982年より平行してアラビア数字表記のものが登場、1985年からは同じく並行してローマ数字で記載されたモデルも出ている。1986年からはA〜Lの12文字で現された製造月も刻印されている。1936年後半から1967年のモデルまではパテント番号が刻印されていたが、ジッポーのパテントが切れた同年8月1日以降の製品ではこの刻印が省かれた。ただし1980年代よりのレプリカモデルでは一部にこの古いパテント番号が記載されているものもある。

## アメリカ軍との関係

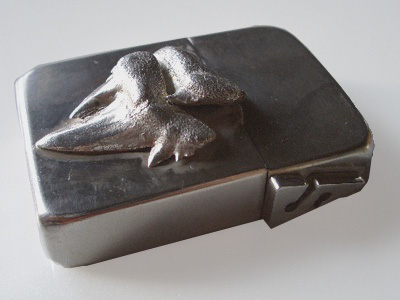
オリジナルZIPPO#23 1941復刻版sterling

ジッポーライターの普及には、アメリカ軍が大きく関わっている。
第二次世界大戦中、「どこでも、どんな状況でも点火できる器具」が求められ、ジッポーが注目された。ジッポーは耐風性が高く頑丈で、かつ必要最小限の構成ゆえ部品も少なく、修理も容易だった。また戦場では燃料としてガソリンも入手できた。
アメリカ軍は製造元であるZippo Manufacturing Companyに軍へのライター納入を依頼した。納入された正確な数は戦闘部隊数が知られてしまうため極秘とされており不明であるが、相当の数が納入されたようである。
当時は戦時で、ジッポー本来の材質である真鍮材は、薬莢製造用に優先して回されていた。この資材不足対策として、軍用ライターのケースの材料には鉄を使い、その上に錆止めの塗装を施した。これらは黒い塗料の表面が細かくひび割れたように見えたため、通称「Black Crackle」モデルと呼ばれた。これには後に「戦場では、光る物は反射で自分の位置を知らせてしまうので、敢えて反射止めに黒く塗った」とするもっともらしい俗説が付いた。ただ関係者筋に拠れば「苦肉の策だった」ことが明かされている。
このライターは兵士達に大変好評で「GIの友」とまで呼ばれ、売店に入荷するや基地内の兵士の間では取り合いになったという。大戦中、アメリカ軍の名将として知られ、ノルマンディー上陸作戦を指揮したドワイト・D・アイゼンハワーも「私の持っているライターの中でどんな時でも火がつくのはこれだけだ」と賞賛した。
当時は市販品製造より軍納入分の生産を優先したため、ジッポー不足は著しかった。戦地に赴く恋人のために、ある女性一市民がラジオ放送を通じ、ジッポーを譲ってくれる人を募集したというエピソードもある。
戦地で実証された耐久性の評判は、アメリカ軍兵士を通じて一般国民や諸外国（敗戦国・被占領国も含む）にも広まり、「アメリカの豊かさと文化の象徴」の一つとして世界的なヒット商品となった。日本でも第二次世界大戦以降からベトナム戦争の時代に日本国内の米軍基地の兵士が持っていたものの一部が伝わっており、日本のデッドコピーが輸出品として日本製品の悪評を高めた歴史もある。1980年代よりはビンテージ・ジッポーの人気も上昇、1990年代頃よりは盛んにジッポー関係のムック本もワールドフォトプレスなどから出版されている。
なお、ジッポーはアメリカ合衆国軍に制式採用されたことはない。軍に供給されたジッポーライターは、全量がアメリカ軍PX（売店）での販売用であり、官給品ではなく将兵の私物扱いであった。アメリカ軍は、戦中、国外の基地内PXで、兵士の士気を維持するために、特にアメリカ的とされる製品を多く並べた。第二次大戦の開戦当時、PXではほかのアメリカ製ライターも販売されていたが、兵士らは専らジッポーのみを好んで購入した。
ブレイズデルは開戦のニュースを好機ととらえ、軍から部隊章などの提供を受けた場合は、一個につき20セントの手数料で取り付けるとしたサービスを打ち出した。また同時期には、PXへの卸価格は10%の値引きを表明している。ジッポーが軍指定に至らなかった一方で、紙巻きたばこのラッキーストライクは官給品に指定され、補給物資の対象となっていたため、世界大戦を境にジッポーでラッキーストライクを嗜む兵士が増加し、軍人以外にも伝播していった（そのためか、以来ラッキーストライクのロゴであるブルズアイをデザインに取り入れたジッポーが、他の煙草銘柄の意匠をあしらった製品に比して、ひときわ多く発売されている）。ゆえにラッキーストライクのポスターにライターが現れる際も、そのブランドはジッポーである例が多い。また、この組み合わせは軍人ばかりでなく、小旅行を楽しむライダーの支持を得て全世界へ広がった背景から「ジッポー+ラッキーストライク+バイク」のイメージが定着し、煙草製品のコマーシャルが規制されていなかった時代の映像作品においても、同様の組み合わせが宣伝に広く採用された。

## 取扱方法
基本的に「オイルとフリントさえ切らさなければ、いつでもどこでも」使う事ができる。
オイルの注入とフリントの交換は、インサイドユニットを引き抜いて行い、オイル注入後は乾いた布などで良く拭いてから使用する。オイル注入の際はオイル垂れによって周囲を汚す事がある。オイル垂れを放置したまま点火すると、引火など思わぬ事故に発展する事がある。
故障・破損に関しては、保証期間に永久保証が設定されているため、後述するように無償（送料別）の修理サービスに送ることで修理を求めることが可能である。

### オイル
ジッポー社が製造する純正オイルが販売されているが、それ以外のオイルにも利用可能なものは存在する。しかし、揮発性の違いから着火性能が低下する、オイルの保ちが悪くなる、煤などがウィック（芯）に付着しやすく着火性能の低下につながるなどのトラブルの原因になる可能性がある。
従来、純正オイルは重質ナフサを主原料としたものが製造されていたが、2006年頃から合成イソパラフィン系炭化水素を主原料としたものに切り替わった。重質ナフサを主原料としたものと比して引火点が低い、揮発性がやや高い、独特のオイル臭が少ない、人体の肌への刺激性が低いなどの違いがある。さらに2008年頃から表記が「Light Petroleum Distillate（ライター用オイル）」となっている軽質石油蒸留物系原料を用いたものに切り替わった。
ガソリンを燃料としてもナフサと同じように使うことはできるが、ナフサに比してガソリンは独特の臭気があり、煙草の香りを損なうため、喫煙用ライターの燃料としてはあまり適切ではない。第二次世界大戦中やベトナム戦争時、米国陸軍の兵士たちは、いくらでも身の回りにあったガソリンをライターの燃料に流用したという。彼らは時として、ガソリン缶にインサイドユニットを放り込んでから引き上げるという荒っぽいやり方でライターの燃料を補給していた。なお、ランタン等キャンプ用品を用いる使用者にはそれの燃料であるホワイトガソリンを用いる者もいる。また、白金触媒式カイロの使用者にはそれの燃料であるベンジンを用いる者もいる。後者の場合にはジッポーブランドのカイロ（後述）があることから逆にカイロにジッポー純正オイルを用いる使用者もいる。
またこのオイルの目的外使用例として金属の洗浄がある。例えばボールベアリングの脱脂・洗浄（オイルを入れたフィルムケースにベアリングを入れて振る）が時にミニ四駆カスタム情報サイトに掲載されていることがある。ただし、金属の洗浄は揮発性の特性からはホワイトガソリンの方が適している。

#### オイルの例

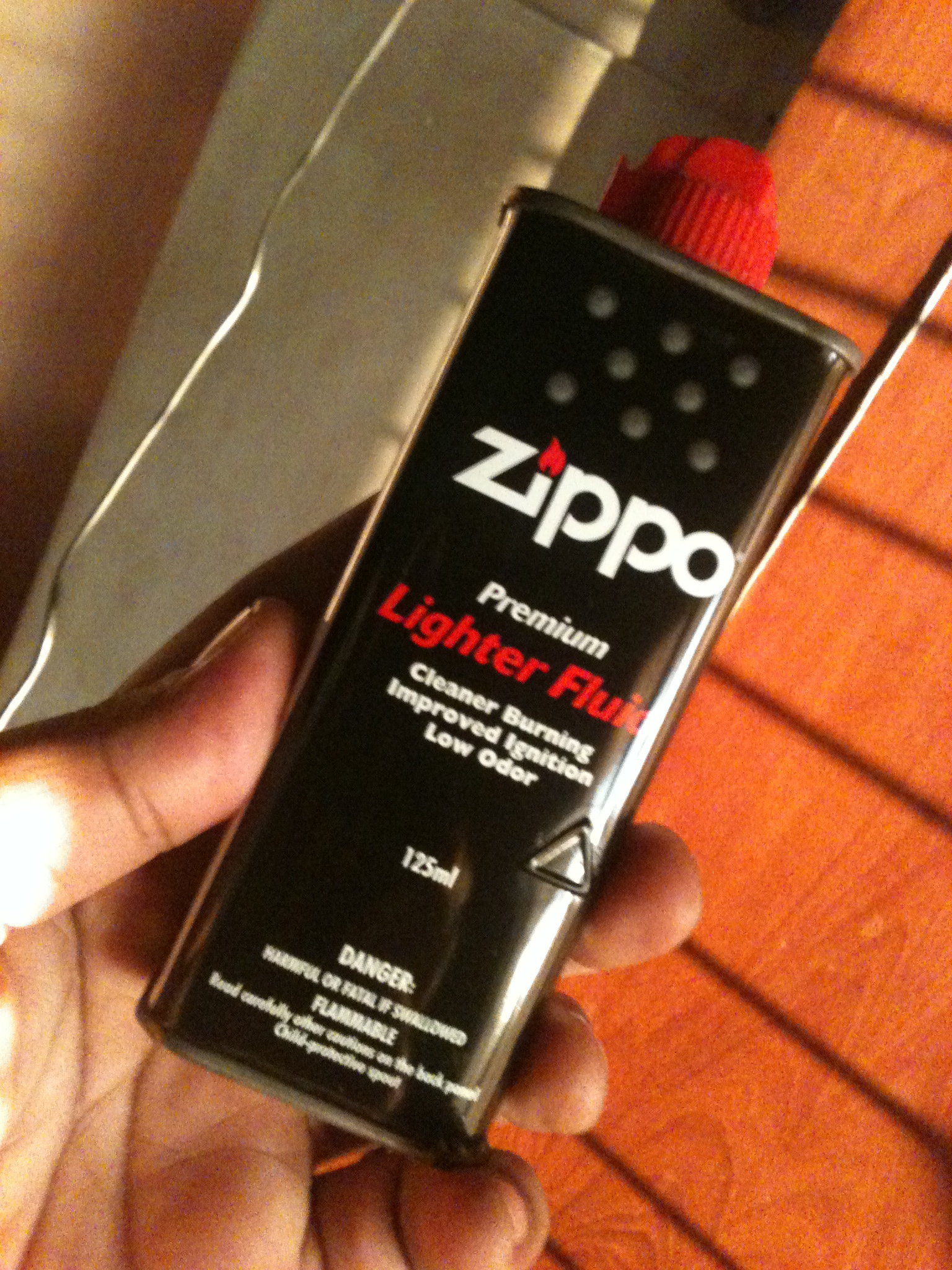
純正オイル
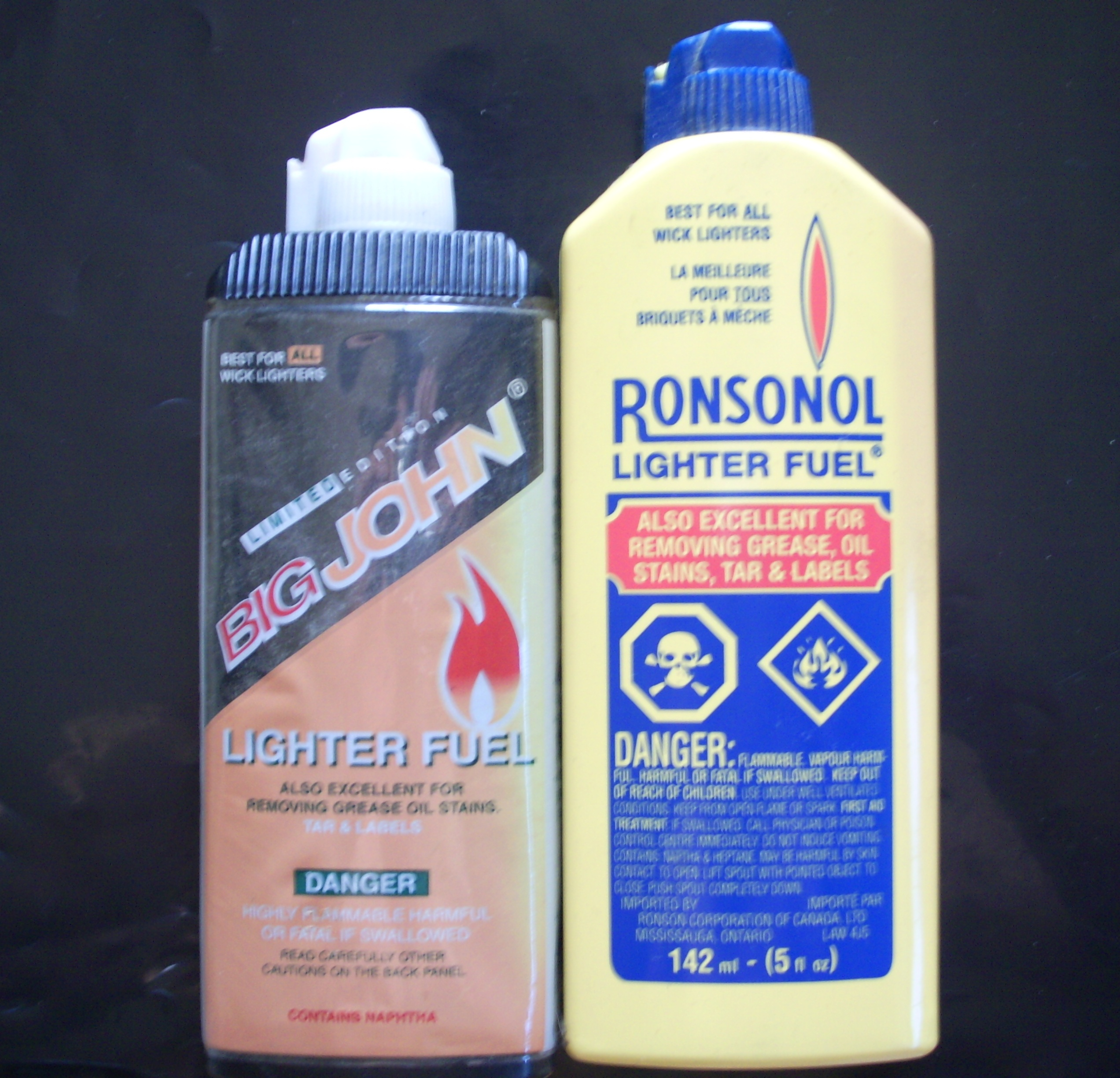
他社製オイル 右はロンソン製
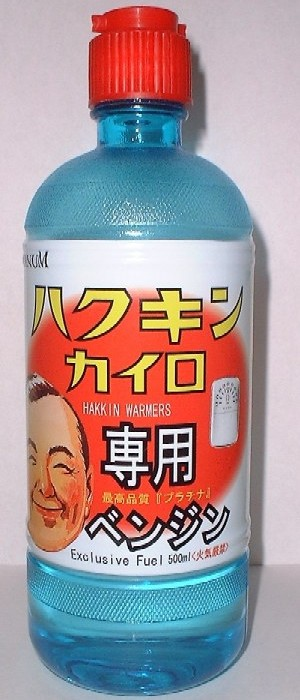
カイロ用ベンジン
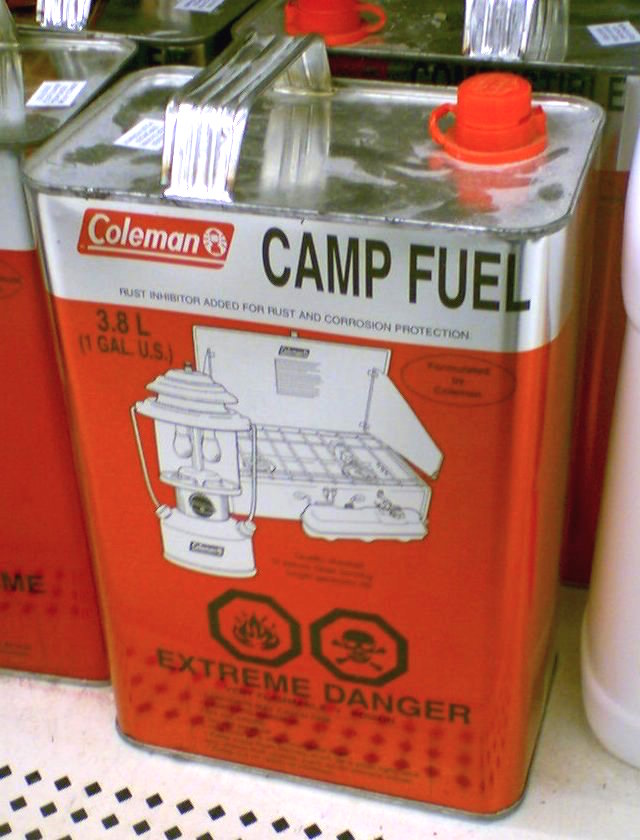
ホワイトガソリン

### フリント（火打ち石）

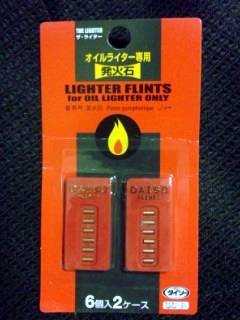
互換フリントの例
（大創産業製）

ジッポーのフリントとウィック（芯）は、オーストリアのイムコ（IMCO）社互換品である。これはジッポー創業当時、オイルライターの分野では、IMCOが事実上の世界標準規格になっていたことに起因するという。現在ではフリント、ウィックとオイルはジッポー純正品が用意されている。日本でも、コンビニエンスストアやキヨスク（キオスク）、煙草販売店や雑貨商等で一般的に取り扱われており、全国各地で比較的容易に購入可能である。イムコ製やそれ以外の他社の交換パーツを流用することもできるが、現在では推奨されていない。他社にてイムコ規格に追従した製品（場合に拠ってはコピー商品）が製造されており、主に100円ショップで販売されているそれらをジッポーに利用している使用者もいる。ただし、日本国内ではもっとも入手しやすいのがジッポーのものであるため他社製品にジッポーの純正品を流用することの方が多いとされる。
フリントは発火ドラムがスムーズに回らなくなったら換え時だが、フリント押さえバネの取り外し・取り付けにコインまたはマイナスドライバー等が必要である。ネジ頭部のスリットはアメリカの1セント硬貨がジャストフィットするように作られており、日本のコインを用いる場合は一円硬貨で代用できる。次の交換の際、コインが無いと緩められないほど締め付ける必要はなく、指の腹で押しながら回すなど、軽く締める程度で十分である。
なお、ジッポー社ではインサイドユニット底面のフェルトに穴をあけ、ここに予備のフリントを差し込んでおくことを推奨していたが、この穴は後の一部モデルで廃された。しかし穴のないインサイドユニットでも、フェルトの隙間に予備フリントを挟んでおくことは可能である。

## 修理とカスタマイズ

### 修理
ジッポーは「永久保証」を実践している。アメリカ本社、またはジッポーサーヴィス（日本のみ）に故障品を郵送で送れば無償修理を受けられ、修理不能の場合は同等品と交換される。保証書を紛失していたり、一部のビンテージモデル等、元々保証書が無かった製品もあるため、保証修理について保証書の提出は積極的には求められない。ただし、原型を留めていないほど損傷していた場合や、カスタマイズ品（後述）、模倣品は無論、純正品であっても部品供給が終了した一部のモデルは修理不可となっている。表面の傷など機能に差し障りのないものは修理対象外であるが、ヒンジの摩耗によるぐらつきはヒンジ部分の交換対応となる。なお、修理依頼で最も多いケースはヒンジ部分の不具合であるとされる。

### カスタマイズ等
販売店やユーザーが外観のカスタマイズを行う場合もある。その際の主たる改造点としては、正規品に存在しない図柄のプリントやろう付け、彫金、レーザー彫刻（名入れ）、開閉音を変えるためのヒンジの変形等が挙げられる。当然ながら、これらのカスタマイズを施した、いわゆる「自己工作品」は永久保証の対象外（有償修理対応も不可）となるため注意が必要である。
一方、カスタマイズ品の修理を請け負うメーカー非公認の業者が存在し、分解のための専用工具類（社外品）も多数販売されており、それ以外にも予備用の名目で、販売店によってはインサイドユニット、ケース、その他パーツ類をバラ売りしているため、それらを利用し、ある程度は自分で修理することも可能である。それらの部品は建前通りに予備として使うだけではなく、ケースは外観カスタマイズの素体にしたり、社外品のインサイドユニット（ターボライターのユニットや、変わったところではミントタブレットケース）を収めるのに使用されることもある。
ただしジッポー社はオイル式インサイドユニットの単体販売を認めておらず、不正なインサイドユニットの流通を憂慮し、不正販売の防止に協力されたい旨を呼び掛けている。

## 逸話と伝説
ジッポー社は、自社製ライターの強靱性などを説明するために、しばしば広告を作成した。これらのうちいくつかは都市伝説化しているが、次の逸話は、ジッポー社がライターの宣伝に実際に使ったもので、事実と考えられている。
- 第二次世界大戦中、ベルギー戦線で従軍中のあるアメリカ軍兵士がドイツ軍に狙撃されたが、銃弾は胸ポケットに入れていたポケット版の聖書を貫通した上でその下にあったジッポーライターにヒット、弾丸はジッポーの所で停弾、兵士は一命をとりとめた。ジッポーはへこんでしまったが、オイルを入れれば今でも火がつく。
- 第二次世界大戦中の1945年3月、アメリカ海軍航空母艦カボットが、乗組員に目的地を告げずに航海を続けていた。レーダー担当の若い士官が、同乗していた著名な従軍記者のアーニー・パイルに「艦の目的地を知らないか」と尋ねた。パイルは問いに答えずライターを借りると、そのジッポーの底に何か文字を刻み、「ポケットにしまえ。命令があるまで見てはいけない」とライターを返しながら告げた。30分後、命令に注意するようにという合図があったときにこの士官が自分のライターの底を見ると、“TOKYO”という文字が刻まれており、アメリカ軍による、日本本土への最初の攻撃を予告していた。このジッポーはパイル没後も、彼にライターを貸したレーダー担当士官によって愛用され続け、1961年にジッポー社の広告で「どんなに古くても、無償で修理します」というメッセージと共に紹介された。なおこのジッポーは1992年にワールドフォトプレスの今井今朝春が対面した時も、ちゃんと点火できたという。なお、元の所有者はすでに亡くなっており、彼の夫人が所有していた。
- アメリカ陸軍の戦闘機パイロットは、夜間に敵機の攻撃で電気系統が破壊され照明が失われた機体の中で、ジッポーライターを灯し、計器盤を読み取った。この機転により、同機は無事にアメリカ軍基地に帰還した。
- 第二次世界大戦当時は、ジッポー社にとっては軍という大きな市場を得たのと同時に、国内の民間にはライターを卸せず市場から忘れ去られる危機を蒙っていた。この中で同社は、「4個10セントの専用フリントと専用オイルで国内ユーザーのジッポーライターを長持ちさせてください」と雑誌広告などで呼びかけていた。